# Mk 46型魚雷
Mk 46型魚雷於1960年代開發，取代Mk 44型魚雷任務的反潛艦用輕型魚雷；是美國海軍輕型反潛作戰魚雷庫存的骨幹，也是北約的標準。這些航空魚雷旨在攻擊高性能潛艇。 1989年，對Mod 5進行的改進計劃將其升級為Mod 5A和Mod 5A(S)，提高了其淺水性能。 Mark 46最初被開發為研究魚雷概念I（RETORC I），這是1956年夏季關於潛艇作戰的研究項目Project Nobska推薦實施的幾種武器之一。

## 外部連結
- MK46魚雷 （页面存档备份，存于）（英文）
- MK-46型魚雷（Federation of American Scientists，簡稱：FAS） （页面存档备份，存于）（英文）
- http://www.mdc.idv.tw/mdc/navy/usanavy/E-antisub-Torpedo.htm （页面存档备份，存于）